# Hu Shi
Hu Shi, född 17 december 1891 i Shanghai, död 24 februari 1962 i Nangang, var en kinesisk filosof och essäförfattare. Han är främst känd för sitt förespråkande av liberalism och pragmatism i Kina och för sin roll under Fjärde maj-rörelsen.
Hu Shi fick sin grundutbildning i Jixi i Anhui och i Shanghai. Han utsågs till en nationell mönsterstudent och den 16 augusti 1910 sändes han till USA för studier vid Cornell University och senare Columbia University. Där lärde han känna professor John Dewey som gjorde ett djupt intryck på honom och han förblev resten av livet en förkämpe för en pragmatisk och gradvis förändring av det kinesiska samhället.
Han fick sin doktorsexamen i filosofi 1917 och återvände sedan till Kina för att undervisa vid Pekings universitet. Där började han att skriva för tidskriften Ny ungdom (新青年) och växte i inflytande. Han blev en av de ledande intellektuella i Fjärde maj-rörelsen och senare i rörelsen för en ny kultur. Hu Shi är särskilt känd för att ha gått i bräschen för att basera det kinesiska standardspråket på den talade kinesiskan (baihua 白話) istället för den klassiska kinesiskan. Han var en av pionjärerna inom den s.k. "rödologin", det vill säga studiet av talspråksromanen Drömmar om röda gemak. 1917 gav han följande uppmaningar till de nya författarna:
| ”                                                            | 1. Ha någonting värt att säga!; 2. Efterapa inte de klassiska författarna!; 3. Ägna uppmärksamhet åt den grammatiska konstruktionen!; 4. Hänge er inte åt inbillat svårmod!; 5. Utmönstra alla klichéer och andra överflödigheter!; 6. Använd inga allusioner!; 7. Låt er inte bindas av antitetiska regler!; 8. Undvik inte att använda det vardagliga språket! | „ |
| – "Förslag till litterär reform", Ny ungdom, 1 januari 1917. | |   |

Efter hand stöttes Hu Shi dock bort av de mer radikala aktivisterna inom Fjärde maj-rörelsen, som Chen Duxiu och Li Dazhao, och gjorde sig istället till talesman för pragmatiska samhällsförändringar i Kina. 1919 skrev han en artikel där han uppmanande Kinas samhällsförbättrare att "studera problem istället för att tala om 'ismer'".
Hu Shi tjänstgjorde som Kinas ambassadör i USA åren 1938-42 och var rektor för Pekings Universitet 1948-49. Efter kommunisternas maktövertagande i Kina lämnade han landet och bosatte sig i USA. Hans yngste son Hu Sidu (1921-57) stannade emellertid kvar och tvingades ta avstånd från sin far 1950. Hu Sidu begick självmord under antihögerkampanjen 1957.
1958 flyttade Hu Shi till Taiwan där han tjänstgjorde som chef för Academia Sinica i Taipei fram till sin död fyra år senare.